# Marienkapelle (Langen bei Bregenz)

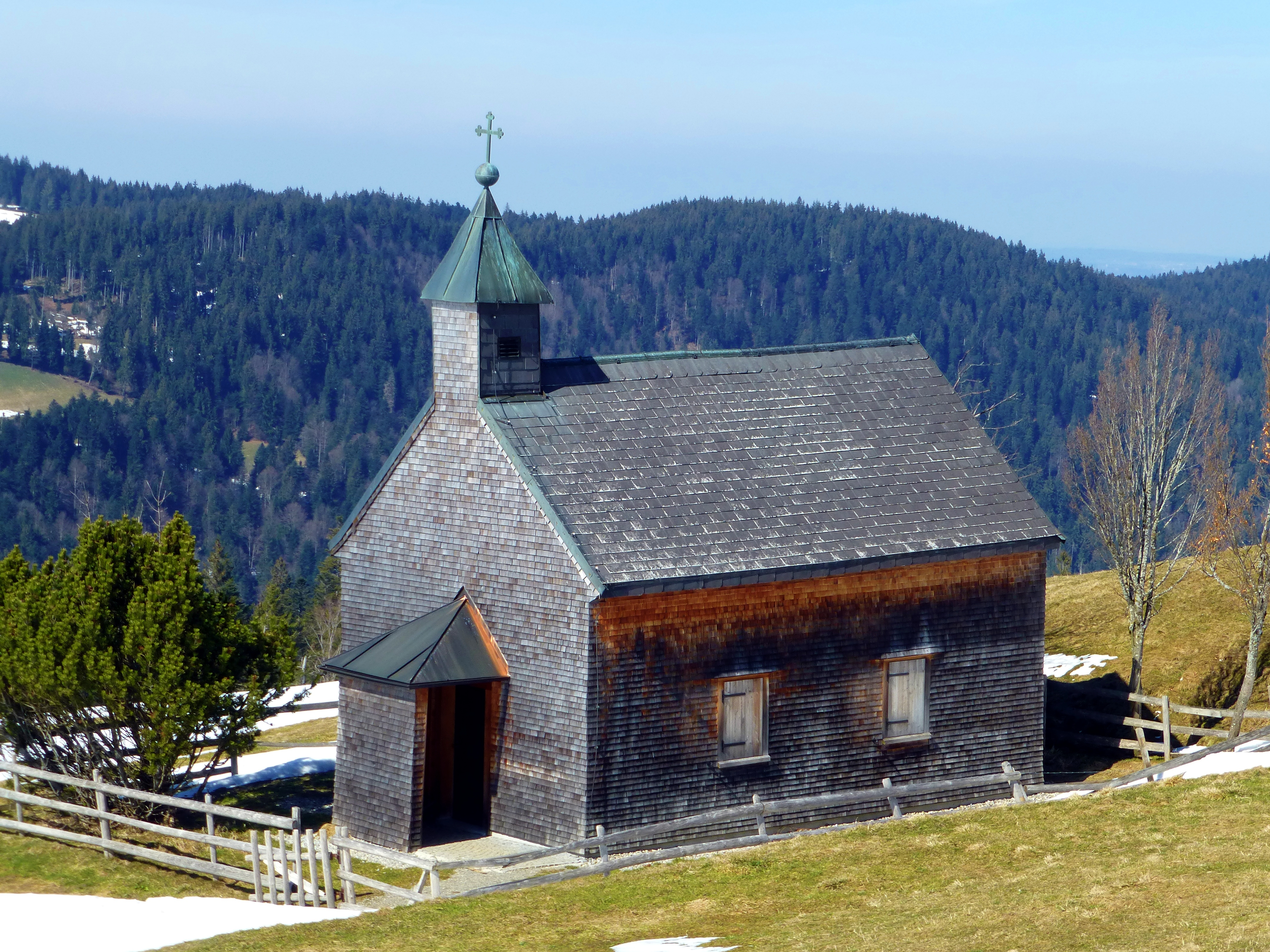
Marienkapelle

Die Marienkapelle ist eine römisch-katholische Kapelle auf dem Hirschberg in der Gemeinde Langen bei Bregenz.

## Geschichte
Im Jahr 1401 wurde die Kapelle als Johanneskapelle durch den Einsiedler Sylavnus erbaut. 1413 folgte der Bau eines Dominikanerinnenklosters (Kloster Hirschberg) mit Kirche auf dem Hirschberg. Der Hirschberg (Trechsel-Hof) wurde mit Stiftungsurkunde vom 3. Mai 1422 von Hugo III. Montfort als Schenkung an das Kloster übertragen und ist bis heute in kirchlichem Eigentum. 1462 brannte das Kloster wegen eines Blitzeinschlags ab. Im darauffolgenden Jahr brannte das wiederaufgebaute Kloster erneut wegen Blitzschlag ab. Die Kapelle blieb jeweils unversehrt. Die Dominikanerinnen übersiedelten 1465 nach Hirschthal bei Kennelbach (Kloster Hirschthal). In den Jahren 1755, 1807 und 1838 brannte die Kapelle durch Blitzschlag ab. 1838 wurde die bis heute bestehende Marienkapelle gebaut. Im Jahr 1948 wurde die Kapelle renoviert. Die Kapelle wie die Alpe Hirschberg unterstehen dem Kloster Thalbach.